# The Drakers
The Drakers è una serie animata italiana.

## Trama
Chris e Fabri sono due giovanissimi piloti di Formula 1, responsabili della X Racer, una capsula attraverso la quale possono guidare a distanza. Il loro obiettivo è quello di aiutare l'intero team a diventare campioni.

## Personaggi
Protagonisti
- Chris
- Fabri